# Пауки-тетрагнатиды

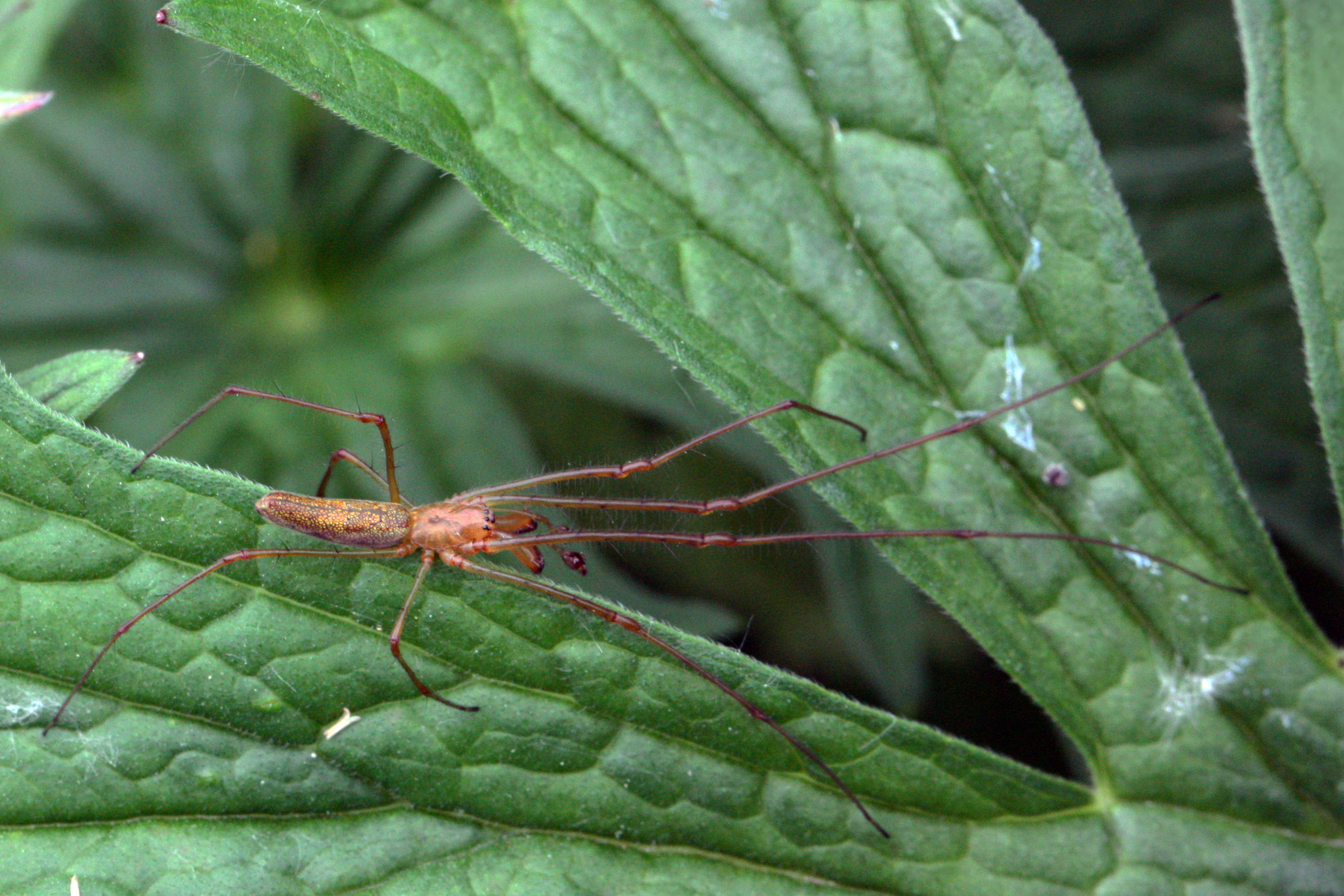
Tetragnatha sp.

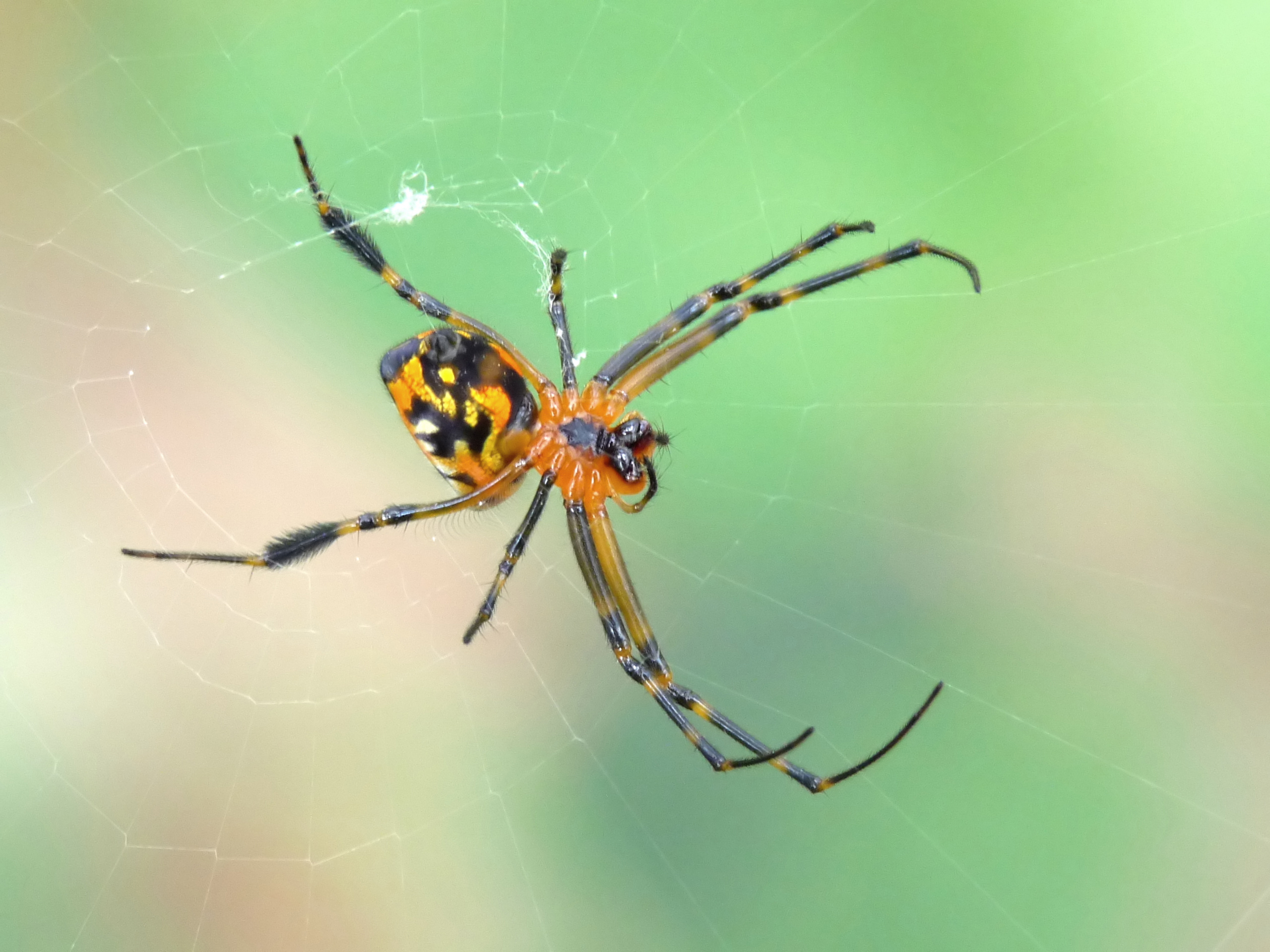
Opadometa fastigata

Пауки-тетрагнатиды (лат. Tetragnathidae) — семейство аранеоморфных пауков (Araneomorphae). Обладают удлинённым телом с длинными ногами. У самцов — крупные хелицеры с многочисленными выростами. Подобно паукам-кругопрядам, тетрагнатиды строят круглые ловчие сети, часто с отверстием в центре. Исключением являются представители гавайского рода Doryonychus, которые не плетут сетей, а ловят добычу с помощью длинных коготков.

## Таксономия
Семейство Tetragnathidae насчитывает 48 родов и три подсемейства: Leucauginae, Metinae и Tetragnathinae.
- Leucauginae

- Azilia Keyserling, 1881
- Dianleucauge Song & Zhu, 1994
- Eryciniolia Strand, 1912
- Leucauge White, 1841
- Mecynometa Simon, 1894
- Memoratrix Petrunkevitch, 1942 †
- Mesida Kulczyn’ski, 1911
- Nanometa Simon, 1908
- Okileucauge Tanikawa, 2001
- Opadometa Archer, 1951
- Pickardinella Archer, 1951
- Tylorida Simon, 1894

- Metinae

- Atelidea Simon, 1895
- Atimiosa Simon, 1895
- Chrysometa Simon, 1894
- Diphya Nicolet, 1849
- Dolichognatha O. P.-Cambridge, 1869
- Homalometa Simon, 1897
- Meta C. L. Koch, 1836
- Metabus O. P.-Cambridge, 1899
- Metargyra F. O. P.-Cambridge, 1903
- Metellina Chamberlin & Ivie, 1941
- Metleucauge Levi, 1980
- Nanningia Zhu, Kim & Song, 1997
- Parameta Simon, 1895
- Prolochus Thorell, 1895
- Schenkeliella Strand, 1934
- Zygiometella Wunderlich, 1995

- Tetragnathinae Menge, 1866

- Agriognatha O. P.-Cambridge, 1896
- Antillognatha Bryant, 1945
- Cyrtognatha Keyserling, 1881
- Doryonychus Simon, 1900
- Dyschiriognatha Simon, 1893
- Glenognatha Simon, 1887
- Hispanognatha Bryant, 1945
- Mimicosa Petrunkevitch, 1925
- Mitoscelis Thorell, 1890
- Pachygnatha Sundevall, 1823
- Prionolaema Simon, 1894
- Tetragnatha Latreille, 1804

- incertae sedis

- Alcimosphenus Simon, 1895 (ранее Araneidae)
- Deliochus Simon, 1894 (ранее Nephilinae)
- Eometa Petrunkevitch, 1958 †
- Guizygiella Zhu, Kim & Song, 1997
- Leucognatha Wunderlich, 1992
- Macryphantes Selden, 1990 †
- Menosira Chikuni, 1955
- Neoprolochus Reimoser, 1927
- Orsinome Thorell, 1890
- Palaeometa Petrunkevitch, 1922 †
- Palaeopachygnatha Petrunkevitch, 1922 †
- Parazilia Lessert, 1938
- Pholcipes Schmidt & Krause, 1993
- Phonognatha Simon, 1894 (ранее Nephilinae)
- Priscometa Petrunkevitch, 1958 †
- Sancus Tullgren, 1910
- Sternospina Schmidt & Krause, 1993
- Theridiometa Petrunkevitch, 1942 † (fossil, oligocene)
- Timonoe Thorell, 1898
- Wolongia Zhu, Kim & Song, 1997